# جوناثان سكوت
جوناثان سكوت (بالإنجليزية: Jonathan Scott)‏ هو لاعب كرة قدم أمريكية أمريكي، ولد في 10 يناير 1983 في دالاس في الولايات المتحدة.

## وصلات خارجية
- جوناثان سكوت على موقع مرجع كرة القدم المحترفة.كوم (الإنجليزية)